# 信託機構
信托机构（德語：Treuhandanstalt，俗称Treuhand），是德意志民主共和国政府在德国统一之前建立的一个机构，旨在将东德的人民企業(Volkseigene Betriebe，VEBs)重新私有化。它由東德人民議會于1990年6月17日创建，监督了约8,500家拥有超过400万员工的国有企业的重组和出售。当时，它是世界上最大的工业企业，控制着从钢铁厂到巴貝爾斯堡攝影棚的一切。